# Зотов, Владимир Юрьевич
Владимир Юрьевич Зотов (род. 8 июня 1960, Москва) — советский футболист, нападающий, защитник. Российский игрок в мини-футбол, тренер.
Воспитанник СДЮШОР-2 Люблинского РОНО Москвы. Начинал играть в команде второй лиги «Москвич» в 1978 году — один матч. В апреле 1979 перешёл в «Торпедо» Москва, за главную команду провёл одну игру — 1 июня 1979 года в домашнем матче против «Нефтчи» был заменён в перерыве. Летом 1981 года перешёл в команду второй лиги «Рубин» Казань, в 1983 году перешёл в дубль команды первой лиги «Искра» Смоленск, в следующем году сыграл за главную команду два матча. Карьеру в командах мастеров завершил в 1985 году в «Рубине». В 1986—1992 годах играл за КФК «Подшипник» Москва.
Член сборной команды Татарской АССР на VIII Спартакиаде народов РСФСР 1982 года.
В сезоне 1992/93 сыграл пять матчей в чемпионате России по мини-футболу за КСМ-24.
До января 2020 года — тренер в Академии ФК «Спартак».